# دان ماكلولين (صحفي رياضي)
دان ماكلولين (بالإنجليزية: Dan McLaughlin)‏ هو صحفي رياضي أمريكي، ولد في 18 مارس 1974 في سانت لويس في الولايات المتحدة.